# Cksum
cksum là một tiện ích trên các hệ điều hành giống Unix, có chức năng tính giá trị tổng kiểm của một tập tin hay luồng/khối dữ liệu. Lệnh xử lý từng tập tin được truyền qua đối số, hoặc xử lý dữ liệu trong stdin nếu không có tập tin nào được cung cấp.
Lệnh dùng để kiểm tra tính nguyên vẹn của một tập tin. Tuy nhiên, kiểm tra giá trị tổng kiểm không bảo mật: Nó có thể dùng để xác định các lỗi trong truyền dữ liệu, nhưng việc giả mạo một tập tin có cùng giá trị tổng kiểm cũng rất đơn giản. Để đáp ứng nhu cầu bảo mật, người ta thường dùng các lệnh tính tổng kiếm md5 hay sha1 như sha1sum, md5sum.

## Tương thích
Lệnh cksum chuẩn trên hầu hết các hệ điều hành giống Unix (bao gồm cả GNU / Linux, * BSD, Mac OS X, và Solaris) sử dụng một thuật toán CRC dựa trên chuẩn kiểm tra khung ethernet và do đó thay đổi theo môi trường, khác với lệnh sum không phụ thuộc điều kiện sử dụng. Trên hệ điều hành Tru64, lệnh cksum trả về một giá trị khác với các hệ điều hành khác, trừ khi biến môi trường CMD_ENV được đặt là "xpg4".

## Cú pháp
```
 cksum [files]
```

## Ví dụ
```
$
 
cksum
 
test.txt

4038471504
 
75
 
test.txt
$

```

trong đó "4038471504" là giá trị tổng kiểm, "75" là kích thước của tập tin test.txt.
Với nhiều tập tin
```
$
 
cksum
 
file*

723412753
 
37
 
filea

2975441213
 
6
 
fileb
$

```